# Freineda
Freineda é uma povoação portuguesa sede da Freguesia de Freineda do Município de Almeida, freguesia com 29,24 km² de área e 188 habitantes (censo de 2021), tendo, por isso, uma densidade populacional de 6,4 hab./km².

## Demografia
A população registada nos censos foi:
| Distribuição da População por Grupos Etários | Distribuição da População por Grupos Etários | Distribuição da População por Grupos Etários | Distribuição da População por Grupos Etários | Distribuição da População por Grupos Etários |
| -------------------------------------------- | -------------------------------------------- | -------------------------------------------- | -------------------------------------------- | -------------------------------------------- |
| Ano                                          | 0-14 Anos                                    | 15-24 Anos                                   | 25-64 Anos                                   | > 65 Anos                                    |
| 2001                                         | 26                                           | 14                                           | 125                                          | 104                                          |
| 2011                                         | 10                                           | 23                                           | 86                                           | 119                                          |
| 2021                                         | 9                                            | 9                                            | 61                                           | 109                                          |

## Património
- Edificado:
  - Casa Wellington - casa solarenga do século XVIII;
  - Fontanário e Tanque - século XIX;
  - Fonte de Mergulho - século XIX;
  - Antigo Edifício dos Correios - século XX (Estado Novo)

- Religioso:
  - Igreja Matriz - século XVIII (Barroco);
  - Capela de Santa Eufémia - finais do século XVIII/XIX (características tardo-barrocas);
  - Cruzeiro - século XVIII/XIX;

- Arqueológico e Etnográfico:
  - Sepulturas Antropomórficas cavadas na rocha no sítio dos Cabaços - Medieval;
  - Alpendre de Feira - século XVIII/XIX;

- Natural e de Lazer:
  - Açude do Porto de S. Miguel no Rio Côa